# Dubautia
Dubautia là một chi thực vật có hoa trong họ Cúc (Asteraceae).

## Loài
Chi Dubautia gồm các loài: